# Presidenti dell'Associazione universale esperanto
Il presidente dell'Associazione universale esperanto ricopre la carica più alta all'interno dell'Associazione universale esperanto (in esperanto Universala Esperanto-Asocio, o UEA), per conto della quale svolge anche funzioni di rappresentanza esterna.

## Storia
Fino al 1920, non esisteva l'attuale separazione fra komitato (comitato) ed estraro (consiglio direttivo) dell'UEA: il presidente stesso aveva allora il potere di nominare il comitato.
Nel tempo, i compiti del presidente sono rimasti immutati. Idealmente, il presidente dovrebbe avere funzioni di rappresentanza, mentre il lavoro quotidiano è svolto dal direttore generale; all'atto pratico, questa suddivisione non è affatto netta. È necessario distinguere all'interno di questa lista tra i presidenti dell'Associazione universale esperanto e quelli dell'Internacia Esperanto-Ligo: Louis Bastien è l'unico che ha ricoperto entrambe le cariche.

## Cronologia dei presidenti

### Periodo svizzero

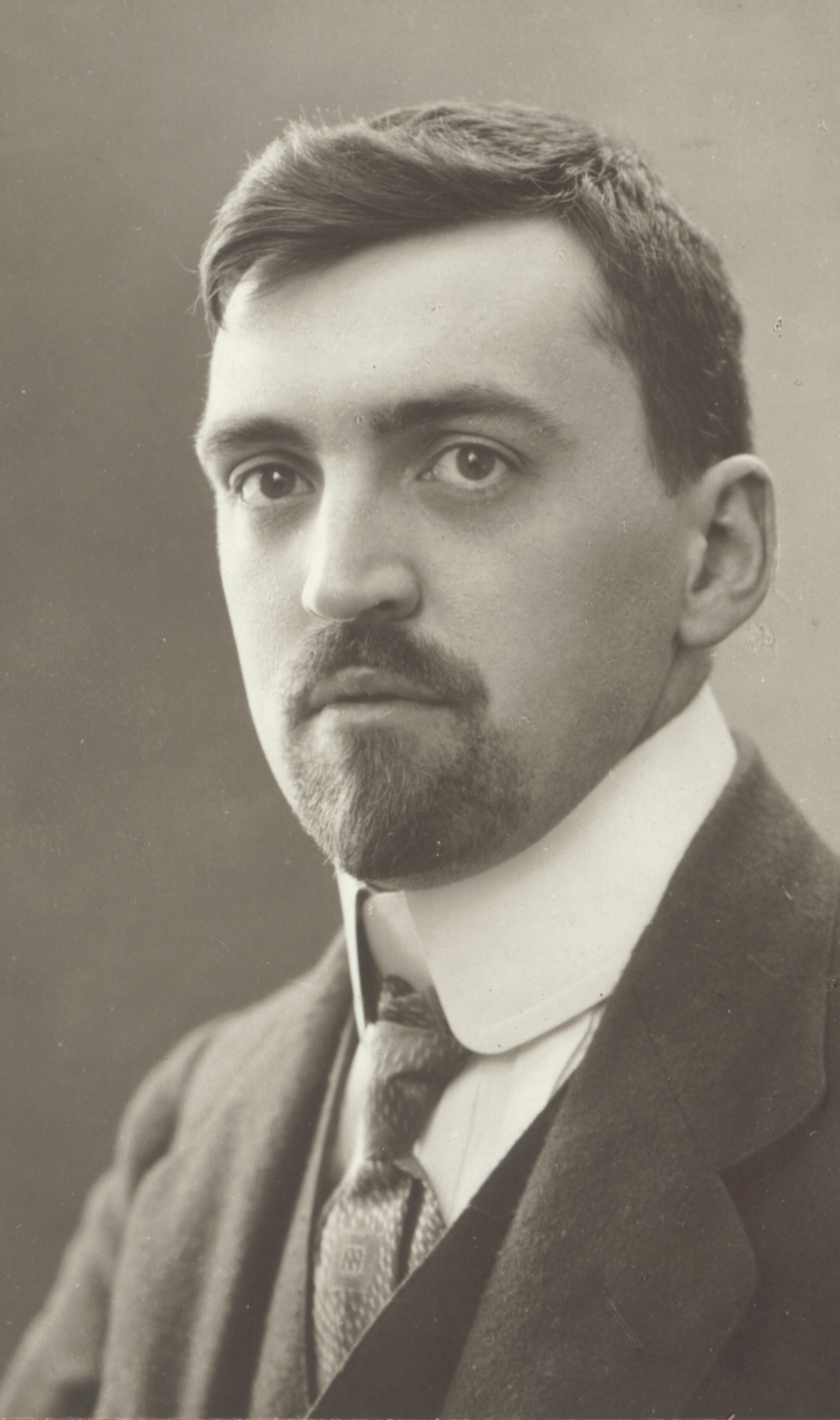
Hector Hodler

| 1908 | 1916 | Harold Bolingbroke Mudie | Regno Unito  |
| 1916 | 1919 | sede vacante             | sede vacante |
| 1919 | 1920 | Hector Hodler            | Svizzera     |
| 1920 | 1924 | Eduard Stettler          | Svizzera     |
| 1924 | 1928 | Edmond Privat            | Svizzera     |
| 1928 | 1934 | Eduard Stettler          | Svizzera     |
| 1934 | 1936 | Louis Bastien            | Francia      |
| 1936 | 1941 | Karl Max Liniger         | Svizzera     |
| 1941 | 1947 | Hans Hermann Kürsteiner  | Svizzera     |

### Periodo britannico
Fra il 1936 e il 1947 l'associazione fu nota come Internacia Esperanto-Ligo.
| 1936 | 1947 | Louis Bastien    | Francia |
| 1947 | 1956 | Ernfrid Malmgren | Svezia  |

### Periodo olandese
Harry Holmes, indicato nel prospetto che segue, svolse le funzioni di presidente pur non ricoprendo tale carica, in momenti di sede vacante.
| 1956 | 1960 | Giorgio Canuto     | Italia        |
| 1960 | 1962 | Harry Holmes       | Regno Unito   |
| 1962 | 1964 | Hideo Yagi         | Giappone      |
| 1964 | 1964 | Harry Holmes       | Regno Unito   |
| 1964 | 1974 | Ivo Lapenna        | Regno Unito   |
| 1974 | 1980 | Humphrey R. Tonkin | Stati Uniti   |
| 1980 | 1986 | Grégoire Maertens  | Belgio        |
| 1986 | 1989 | Humphrey R. Tonkin | Stati Uniti   |
| 1989 | 1995 | John C. Wells      | Regno Unito   |
| 1995 | 1998 | Lee Chong-Yeong    | Corea del Sud |
| 1998 | 2001 | Keppel Enderby     | Australia     |
| 2001 | 2007 | Renato Corsetti    | Italia        |
| 2007 | 2013 | Probal Dasgupta    | India         |
| 2013 | oggi | Mark Fettes        | Canada        |

## Presidenti onorari

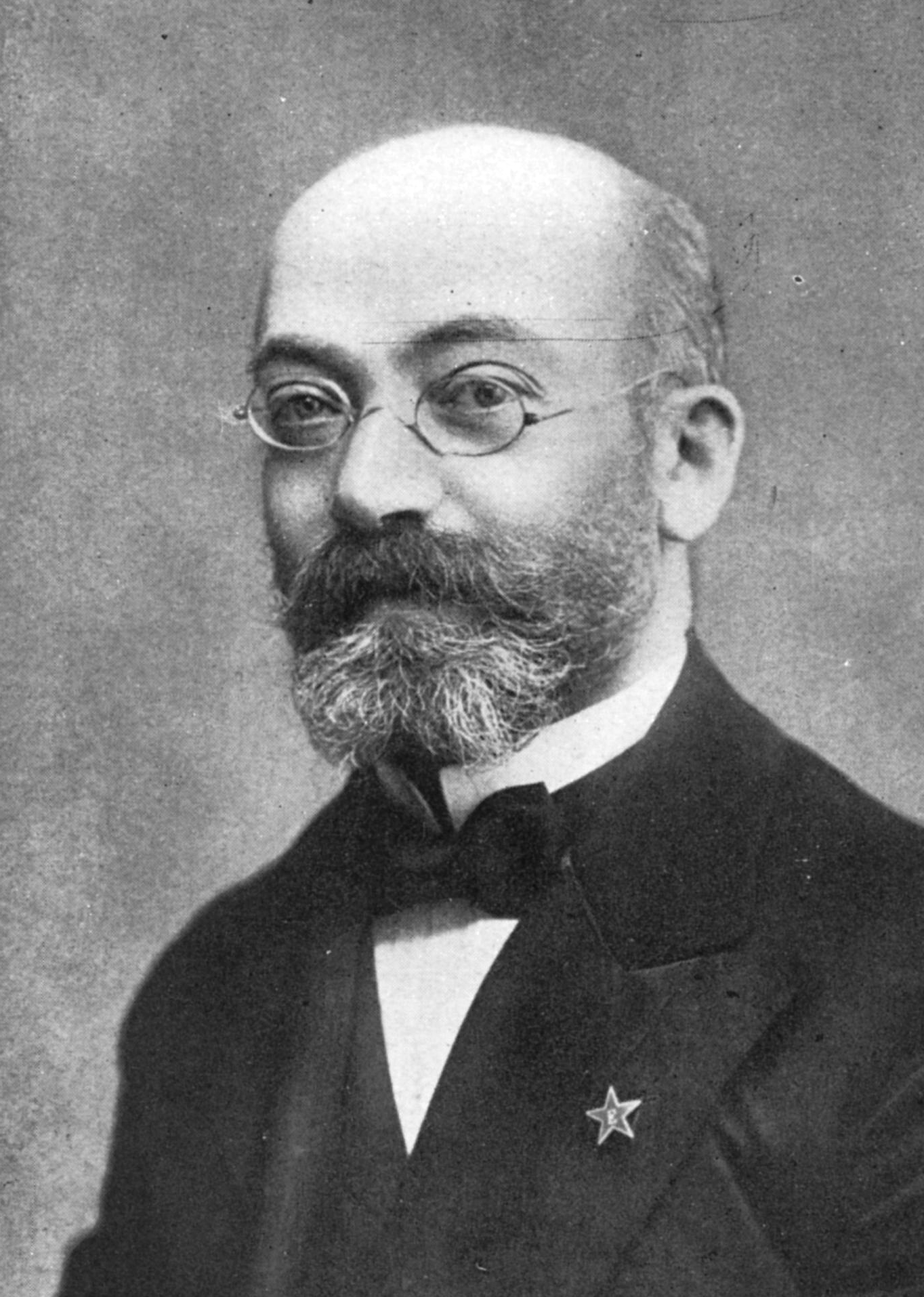
L. L. Zamenhof

Il titolo di presidente onorario viene assegnato agli ex presidenti che hanno contribuito significativamente all'associazione.
- Ludwik Lejzer Zamenhof, 1907-1917
- Eduard Stettler, 1924-1940
- Louis Bastien, 1947-1961
- Hans Hermann Kürsteiner, 1947-1968
- Edmond Privat, 1951-1962
- Ernfrid Malmgren 1962-1970
- Harry Holmes, 1964-1974

## Altre immagini

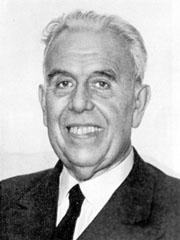
Edmond Privat
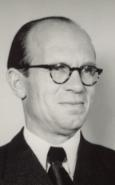
Ernfrid Malmgren